# Kochi (djur)
Kochi (Platycephalus indicus) är en fiskart som först beskrevs av Carl von Linné 1758.  Kochi ingår i släktet Platycephalus och familjen Platycephalidae. IUCN kategoriserar arten globalt som otillräckligt studerad. Inga underarter finns listade i Catalogue of Life.